# Щавель
Щаве́ль (разг. ща́вель; лат. Rúmex) — род одно- и многолетних трав и полукустарников семейства Гречишные (Polygonaceae) с продолговатыми листьями.
Очень полиморфный и политипный род растений, встречаются естественные полиплоиды.

## Название
Предполагается, что название растения происходит от праславянского слова ščаvь и связано с названием русского блюда щи. В. И. Даль указывает, что в Костромской губернии в ходу название «щавей»; помимо этого, встречается множество других русских названий: «кислица», «кисличка», «кисленица», «кислинка», «кислушка», «кислятка», «киследь» и другие, которыми может обозначаться вид Rumex acetosa (Щавель кислый). Однако необходимо помнить, что в современном русском языке слово «кислица» обозначает совсем другое растение — Oxalis из семейства Кисличные (Oxalidaceae).
В некоторых районах России, например, в Западной Сибири, широко распространён другой, отличный от нормативного, вариант произношения — ща́вель.

## Ботаническое описание

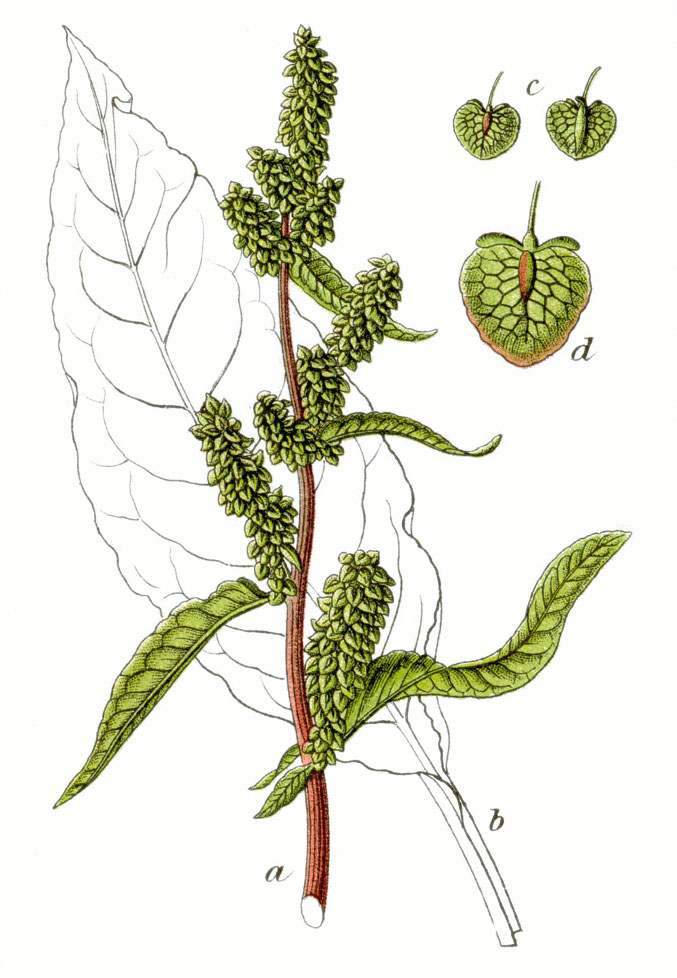
Щавель шпинатный — типовой вид рода.

Растения однодомные и двудомные, встречаются как однолетние, так и многолетние виды.
Стебли прямые либо приподнимающиеся, ветвящиеся только в верхней части, или от основания.
Цветки однополые и обоеполые, мелкие, в метёльчатых или пирамидальных соцветиях.
Околоцветник простой, шестилепестный. Три внутренних листочка при плодах разрастаются, охватывая плод. Тычинок шесть.

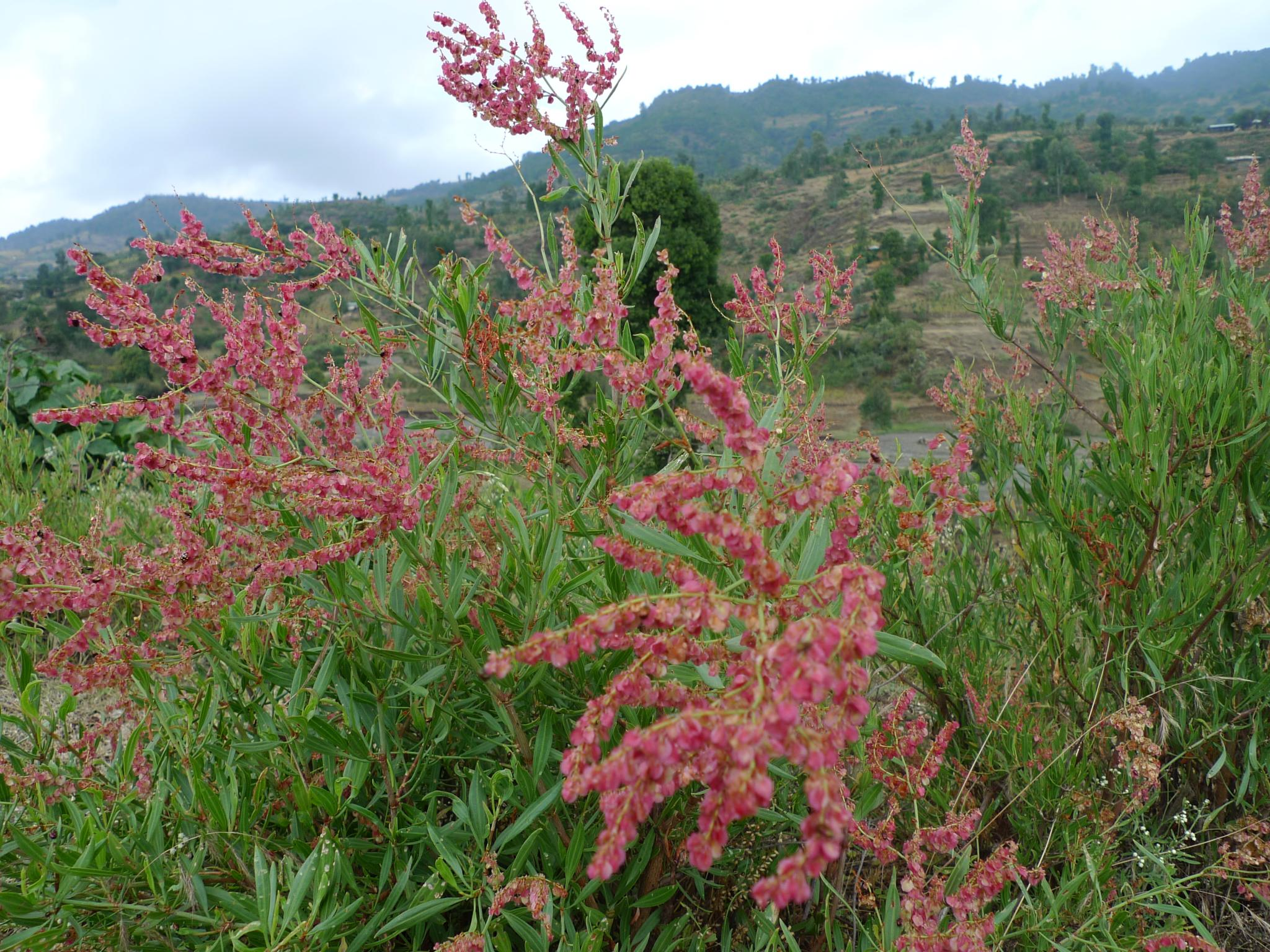
Rumex nervosus в Эфиопии

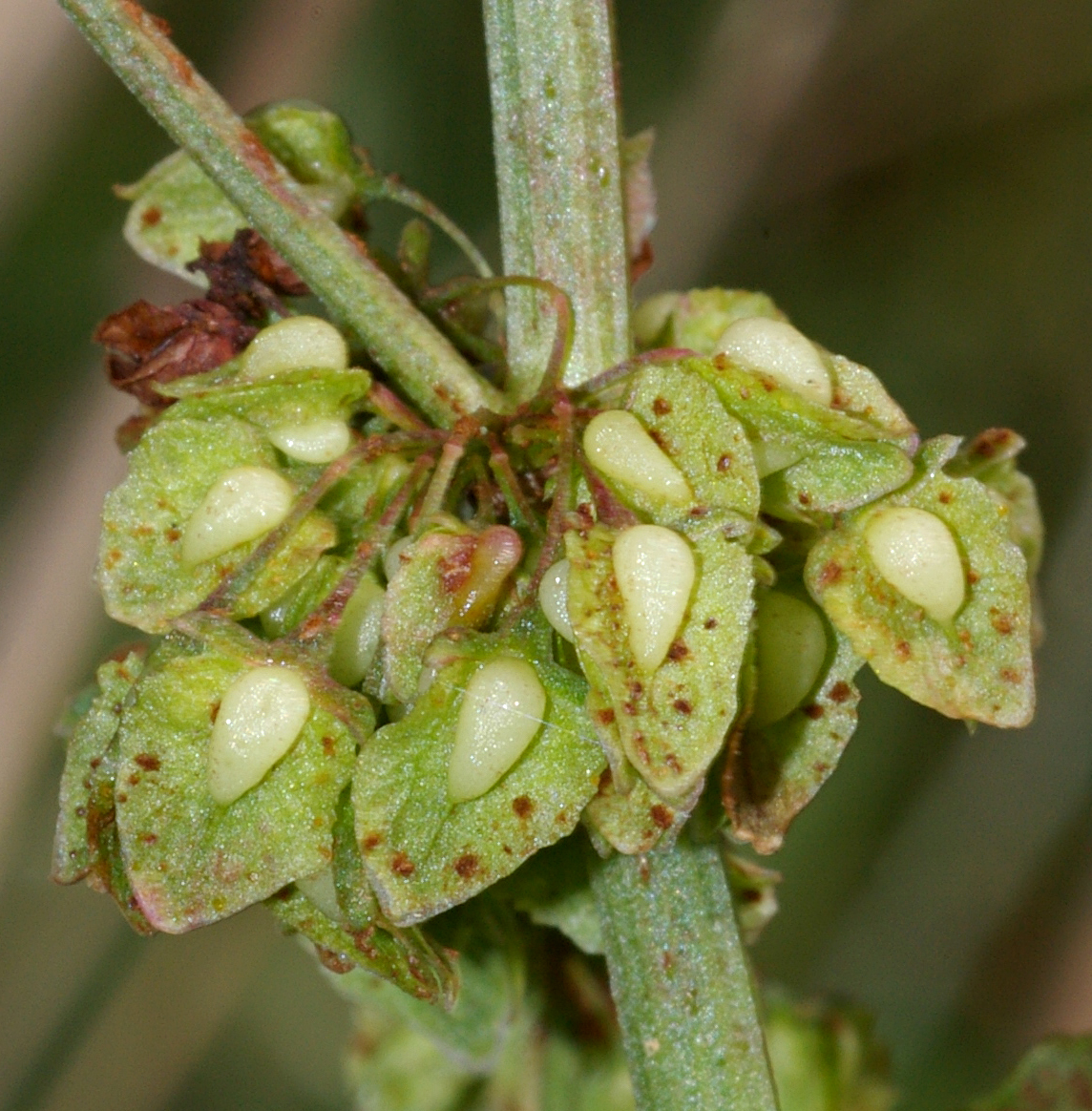
Плоды щавеля курчавого (Rumex crispus)

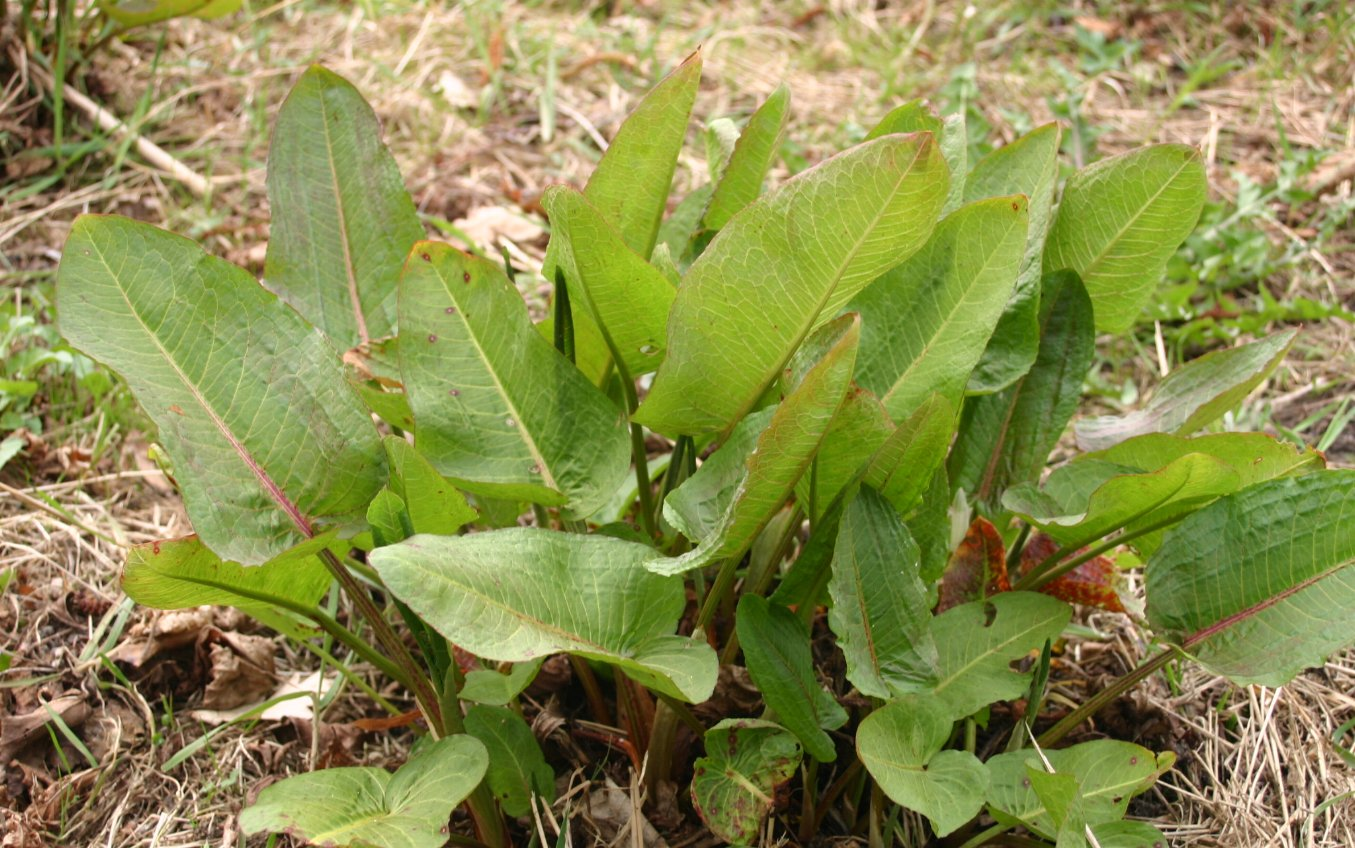
Листья щавеля туполистного (Rumex obtusifolius)

Плоды трёхгранные.

## Распространение и экология
Представители рода встречаются на всех континентах, фактически растение-космополит. Предпочитает селиться в умеренных широтах северного полушария.
Типичный мезофит. Обычно произрастает на опушках леса, встречается в лугах, на склонах оврагов, по берегам рек, ручьёв и озёр, у болот. Расселяется в сельскохозяйственных угодьях как сорняк, у жилья человека — как рудеральное растение, неприхотлив к почвам.

## Классификация

### Таксономия
- Rumex L., 1753, Sp. Pl. : 333

Род Щавель включается в семейство  Гречишные (Polygonaceae) порядка Гвоздичноцветные (Caryophyllales) последовательно входящего в клады Суперастериды → Эвдикоты → Цветковые растения. Таксономическая схема в соответствии с Системой APG IV  по состоянию на декабрь 2023 года:
|  |                          |  |                                   |                                   |                     |  | еще 40 семейств |              |              |                                                                   |
|  |                          |  |                                   |                                   |                     |  |                 |              |              | 152 подтвержденных видов и 494 видов в статусе "неподтвержденных" |
|  |                          |  |                                   | порядок Гвоздичноцветные          |                     |  |                 |              | род Щавель   |                                                                   |
|  |                          |  |                                   | порядок Гвоздичноцветные          |                     |  |                 |              | род Щавель   |                                                                   |
|  | клада Цветковые растения |  |                                   |                                   | семейство Гречишные |  |                 |              |              |                                                                   |
|  | клада Цветковые растения |  |                                   |                                   |                     |  |                 |              |              |                                                                   |
|  |                          |  | ещё 63 порядка цветковых растений | ещё 63 порядка цветковых растений |                     |  |                 | еще 60 родов | еще 60 родов |                                                                   |
|  |                          |  |                                   | ещё 63 порядка цветковых растений |                     |  |                 |              | еще 60 родов |                                                                   |

### Виды
Более 150 видов (большей частью сорняки), в Евразии, Африке, Северной и Южной Америке; в России (в основном в Европейской части) около 70 видов.
Список отдельных видов:
- Rumex acetosa L. — Щавель кислый, или Щавель обыкновенный
- Rumex acetosella L. — Щавель воробьиный, или Щавель малый, или Щавелёк
- Rumex alpestris Jacq. — Щавель приальпийский, или аройниколистный
- Rumex alpinus L. — Щавель альпийский
- Rumex aquaticus L. — Щавель водяной, или Щавель водный
- Rumex confertus Willd. — Щавель конский, или Щавель густой, или Лягушачья кислица, или Кислица конская, или Огнёвка грыжная.
- Rumex crispus L. — Щавель курчавый
- Rumex halacsyi Rech. — Щавель Халаши
- Rumex hydrolapathum Huds. — Щавель прибрежный
- Rumex longifolius DC. — Щавель длиннолистный
- Rumex maritimus L. — Щавель приморский
- Rumex obtusifolius L. — Щавель туполистный
  - Rumex obtusifolius subsp. sylvestris (Lam.) Celak. — Щавель лесной
- Rumex patientia L. typus[1] — Щавель шпинатный
- Rumex pseudonatronatus (Borbas) Borbas ex Murb. — Щавель ложносолончаковый
- Rumex rossicus Murb. — Щавель русский
- Rumex rugosus Campd. — Щавель морщинистый
- Rumex sanguineus L. — Щавель красный, или Щавель кровяной
- Rumex scutatus L. — Щавель щитковидный
- Rumex stenophyllus Ledeb. — Щавель узколистный
- Rumex thyrsiflorus Fingerh. — Щавель пирамидально-метельчатый, или Щавель метельчатый
- Rumex ucranicus Fisch. ex Spreng. — Щавель украинский

### Синонимы
- Acetosa Tourn. ex Mill.
- Acetosella (Raf.) Fourr.
- Lapathum Mill.

## Хозяйственное значение и применение
Несколько видов широко известны и находят применение как овощные культуры и лекарственные растения, например:
- Щавель кислый (Rumex acetosa),
- Щавель конский (Rumex confertus),
- Щавель пирамидальный (Rumex thyrsiflorus),
- Щавель приальпийский (Rumex alpestris),
- Щавель шпинатный (Rumex patientia),
- Щавель щитковидный (Rumex scutatus)
- и другие.

Благодаря высокому содержанию дубильных веществ корни многих видов — ценное сырьё для дубления кож. Их используют в качестве жёлтого и красного красителей.
Листья и плоды — хороший корм для свиней, гусей, кур, кроликов. Урожайность 7-8 кг с м².

## Русские пословицы и поговорки о щавеле
- Не шевель чужой щавель, а свой набери, да как хошь шевели!